# 슈리브포트 스포츠
슈리브포트 스포츠(Shreveport Sports)는 미국 루이지애나주 슈리브포트를 연고지로 했던 마이너 리그 베이스볼 팀이다. 1925년부터 1935년, 1938년부터 1942년, 1946년부터 1957년, 1959년부터 1961년까지 리그에 참가했다. 1939년, 1942년, 1946년에 시카고 화이트삭스 산하에 있었다.
이 팀을 거쳐간 대표적인 메이저 리그 선수로는 조지 시슬러, 잭 휘트, 빌 테리 등이 있다.